# Lomatium rigidum
Lomatium rigidum är en flockblommig växtart som först beskrevs av Marcus Eugene Jones, och fick sitt nu gällande namn av Jeps.. Lomatium rigidum ingår i släktet Lomatium och familjen flockblommiga växter. Inga underarter finns listade i Catalogue of Life.